# Championnats d'Afrique juniors d'athlétisme
Les championnats d'Afrique juniors d'athlétisme sont une compétition biennale junior organisée par la Confédération africaine d'athlétisme. Organisés pour la première fois en 1994 à Alger, ils furent au départ annuels mais devinrent biennaux dès la 3e édition.

## Éditions
| no   | Année | Lieu           | Pays          | Nombre d'épreuves | Dates                                              |
| ---- | ----- | -------------- | ------------- | ----------------- | -------------------------------------------------- |
| I    | 1994  | Alger          | Algérie       | 39                | 6-8 juillet 1994 (18 pays) stade 5 juillet , Alger |
| II   | 1995  | Bouaké         | Côte d'Ivoire |                   |                                                    |
| III  | 1997  | Ibadan         | Nigeria       |                   |                                                    |
| IV   | 1999  | Tunis          | Tunisie       |                   |                                                    |
| V    | 2001  | Réduit         | Maurice       |                   |                                                    |
| VI   | 2003  | Garoua         | Cameroun      | 44                |                                                    |
| VII  | 2005  | Tunis et Radès | Tunisie       | 44                |                                                    |
| VIII | 2007  | Ouagadougou    | Burkina Faso  | 43                | 9 au 12 août 2007                                  |
| IX   | 2009  | Bambous        | Maurice       | 41                | 30 juillet au 2 août 2009                          |
| X    | 2011  | Gaborone       | Botswana      | 44                | 12 au 15 mai 2011                                  |
| XI   | 2013  | Bambous        | Maurice       | 40                | 29 août au 1er septembre 2013                      |
| XII  | 2015  | Addis-Abeba    | Éthiopie      | 43                | 5 au 8 mars 2015                                   |
| XIII | 2017  | Tlemcen        | Algérie       | 41                | 29 au 2 juillet 2017                               |
| XIV  | 2019  | Abidjan        | Côte d'Ivoire | 44                | 16 au 20 avril 2019                                |
| XV   | 2023  | Lusaka         | Zambie        | 45                | 29 avril au 3 mai 2023                             |
| XVI  | 2025  | Abeokuta       | Nigeria       | 45                | 16 juillet au 20 juillet 2025                      |